# Ілля Гурнік
Ілля Гурнік (чеськ. Ilja Hurnik; нар. 25 листопада 1922, Поруба — пом. 7 вересня 2013, Прага) — всесвітньо відомий чеський композитор, музикант-універсал, віртуозний піаніст, лібретист та публіцист.

## Біографія
Народився в селі Поруба, Чехія. Навчався у Празькій консерваторії, а згодом у Празькій академії мистецтв під керівництвом талановитої чеської піаністки Ілони Штепанової-Курцової.